# Bramall Lane
Bramall Lane Stadium é um estádio de futebol centenário que fica em Sheffield, South Yorkshire, na Inglaterra.
É a casa do Sheffield United, com uma capacidade de 32.702 lugares. É considerado o estádio de futebol mais antigo do mundo e o primeiro a ser construído e inaugurado.